# بچه‌مثبت

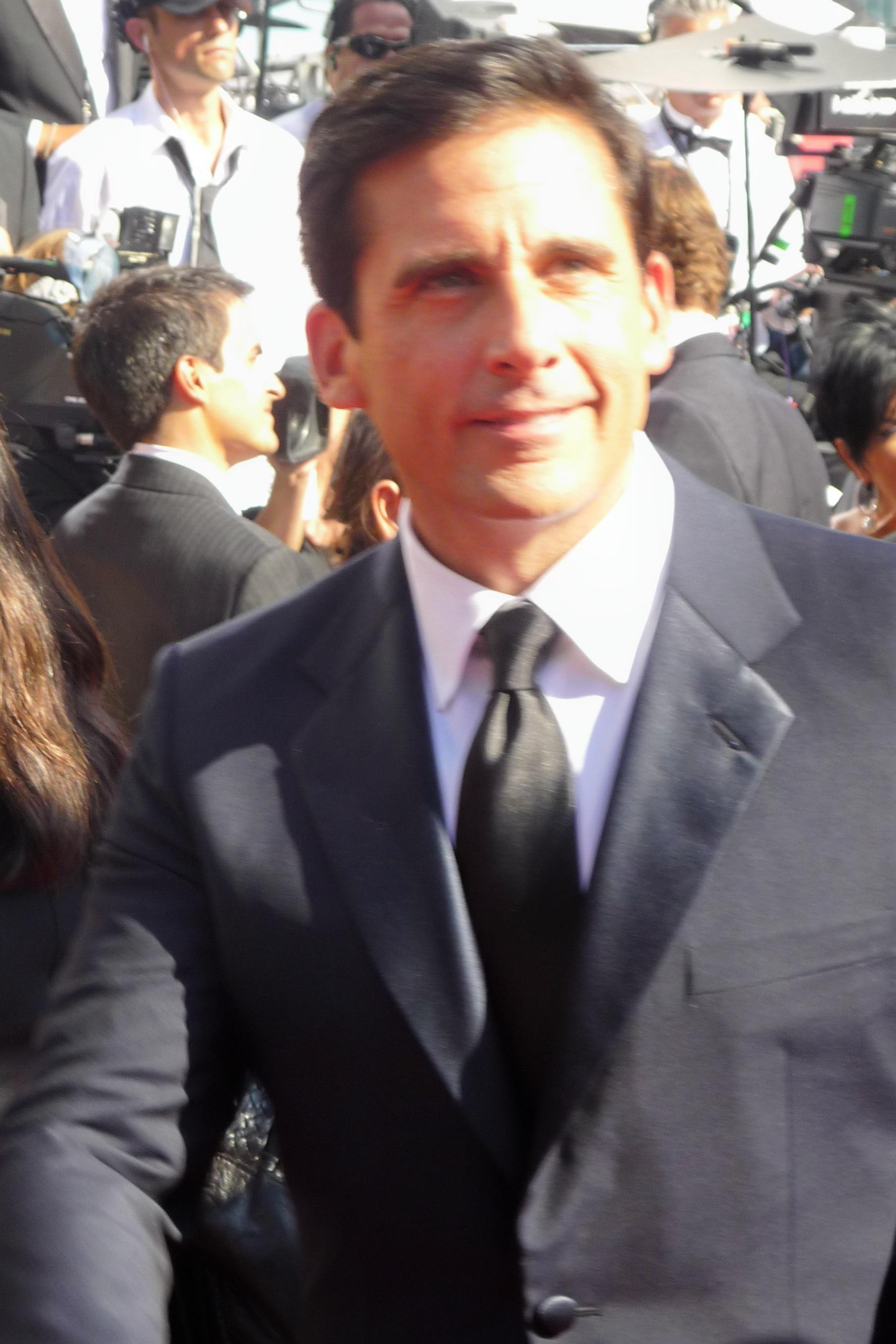
استیو کارل بازیگر نقش اول فیلمی که به خوبی نمایشگر کلیشهٔ پسر خوب است، فیلم باکره چهل ساله

پسر خوب یا بچه مثبت (در انگلیسی:Nice guy) اصطلاحی کلیشه‌ای در گفتمان عموم مردم و در فرهنگ عامه است در اشاره به مردی که رفتار دوستانه ولی محجوب دارد. این اصطلاح به هر دو صورت مثبت و منفی به کار می‌رود. در گفتمان‌های عمومی این اصطلاح به طور گسترده‌ای در صحبت از روابط عاشقانه و جنسی استفاده می‌شود. بحثی فعال وجود دارد مبنی بر آنکه شخصیت پسر خوب در واقع ممکن است سبب شود یک مرد از نظر "جنسی" کمتر مطلوب زنان قرارگیرد، و زنان ناخودآگاه مردانی را که قاطعانه و با ملاحظه کمتر برخورد کنند را ترجیح می‌دهند، هرچند نظرات مخالفی نیز وجود دارد.